# Armoður Þorgrímsson
Armoður gamli Þorgrímsson (apodado el Viejo, n. 935) fue un vikingo y bóndi de Þykkvawood en Islandia. Es un personaje de la saga de Laxdœla, y aparece citado en la saga Eyrbyggja. Se casó con Þórunn Oddleifsdóttir (n. 940), una hija de Oddleifur Geirleifsson, y de esa relación tendrían tres hijos: Þorbjörg Armoðsdóttir (n. 955), que sería la segunda esposa de Hrut Herjolfsson; Örnólfur (n. 957) y Halldór Armoðsson (n. 959).